# Pedro II (Piauí)
Pedro II is een gemeente in de Braziliaanse deelstaat Piauí. De gemeente telt 37.850 inwoners (schatting 2009).